# بيتر ينسن
بيتر جنسن (بالألمانية: Peter Jensen)‏ هو مستشرق ألماني، ولد في 16 أغسطس 1861 في بوردو في فرنسا، وتوفي في 16 أغسطس 1936 في ماربورغ في ألمانيا.